# Hubert Houben (Historiker)

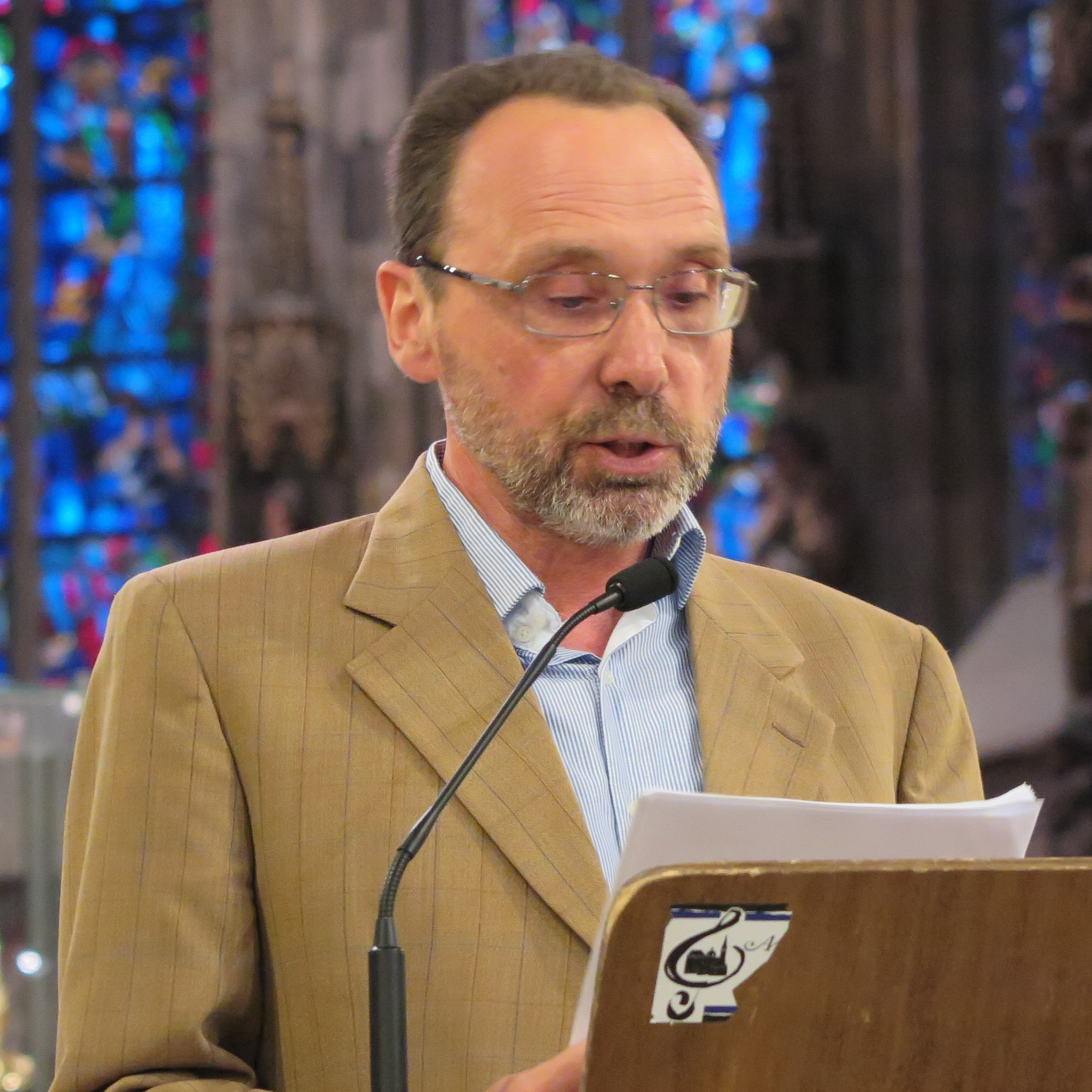
Hubert Houben, 2015

Hubert Houben (* 4. Februar 1953 in Heinsberg) ist ein deutsch-italienischer Mittelalterhistoriker.

## Leben und Werk
Nach seinem Studium wurde Hubert Houben 1978 an der Albert-Ludwigs-Universität Freiburg in Mittellatein bei Johanne Autenrieth mit einer Arbeit über die St. Blasianer Handschriften des 11. und 12. Jahrhunderts promoviert. Von 1980 bis 1983 war er Feodor-Lynen-Forschungsstipendiat der Alexander von Humboldt-Stiftung am Institut für mittlere und neuere Geschichte der Universität Lecce. In diesen Jahren widmete er sich der Erforschung der mittelalterlichen Memorialüberlieferung Italiens. Er lehrte in Lecce bis 1988 als Lektor für Deutsche Sprache und Literatur. Nach weiteren Forschungsstipendien der Deutschen Forschungsgemeinschaft und als Senior Visiting Research Fellow am St. John’s College in Oxford habilitierte er sich 1992 mit einer Arbeit über die Abtei Santissima Trinità di Venosa an der Universität Paderborn. Er war bis 1994 Professore associato an der Universität Bologna und anschließend bis 2001 an der Universität Lecce. Seit 2001 ist er dort ordentlicher Professor für Mittelalterliche Geschichte an der Fakultät für Kunst- und Humanwissenschaften. Von 2001 bis 2007 war er Direktor des von ihm begründeten Centro di Studi sull’Ordine Teutonico nel Mediterraneo" (Forschungszentrum zur Geschichte des Deutschen Ordens im Mittelmeerraum), seit 2007 ist er Präsident des Centro interdipartimentale di ricerca sull'Ordine Teutonico nel Mediterraneo (CIROTM) der Università del Salento in Lecce. Den Ruf auf die Stelle des Direktors des Deutschen Historischen Instituts in Rom hat er 2011 abgelehnt. Von 2016 bis 2022 war er Präsident der Internationalen historischen Kommission zur Erforschung des Deutschen Ordens (Wien). Seit 2017 ist er Mitglied der Accademia Nazionale dei Lincei in Rom.
Seine Forschungsfelder sind die Geschichte des europäischen Mittelalters mit besonderer Berücksichtigung der süditalienischen und deutschen Geschichte, die Geschichte der mittelalterlichen Kirche mit den Schwerpunkten Mönchtum und Ritterorden, Kaiser Friedrich II. und die Burgen in Unteritalien, mittelalterliche Stadtgeschichte sowie die interkulturellen Beziehungen im Mittelmeerraum. Über 90 Jahre nach der Veröffentlichung von Erich Caspars grundlegender Arbeit veröffentlichte Houben eine Monographie über Roger II. Im Jahr 2008 veröffentlichte er eine Darstellung über Friedrich II. Houben konnte in der Bibliothek der Società Napoletana di Storia Patria eine frühneuzeitliche notarielle Abschrift eines bisher unbekannten Generalprivilegs Friedrichs II. für den Deutschen Orden von Juni 1219 finden. Seinen Quellenfund hat Houben publiziert im Archiv für Diplomatik.
Seit 1988 besitzt Hubert Houben neben der deutschen auch die italienische Staatsbürgerschaft.

## Auszeichnungen
- 2022: Costa Normanna International, Premio Federico II (Rom)
- 2021: Humboldt-Forschungspreis (Humboldt Research Award)
- 2014: Premio Umanesimo della Pietra per la Storia (Martina Franca, Prov. Tarent)
- 2010: Ehrenbürgerschaft der Stadt Otranto „für seine grundlegenden Beiträge zur Geschichte der Stadt Otranto im Mittelalter“
- 2009: Premio Saturo d’Argento (Leporano, Prov. Tarent) „für Forschungen zur Geschichte des Salento im Mittelalter“
- 2007: Premio Galeone (Tarent) „in Anerkennung seiner bedeutenden wissenschaftlichen Beiträge und für seine Forschungen zur Geschichte von Tarent“
- 2002: Friedrichspreis (Premio Federichino) der Fondazione Federico II (Palermo), der Fondazione Federico II Hohenstaufen (Jesi) und der Gesellschaft für staufische Geschichte (Göppingen) „für bedeutende Forschungsarbeit und zahlreiche, fundierte und ausgezeichnete Veröffentlichungen zur unteritalienischen Geschichte im Mittelalter, vor allem zu den Beziehungen zwischen Italien und Deutschland“
- 2000: Premio Basilicata (Potenza) für sein Werk Roger II. von Sizilien

## Schriften (Auswahl)
Monografien
- St. Blasianer Handschriften des 11. und 12. Jahrhunderts. Unter besonderer Berücksichtigung der Ochsenhauser Klosterbibliothek (= Münchener Beiträge zur Mediävistik und Renaissance-Forschung. Bd. 30). Arbeo-Gesellschaft, München 1979, ISBN 3-920128-31-1.
- Die Abtei Venosa und das Mönchtum im normannisch-staufischen Süditalien (= Bibliothek des Deutschen Historischen Instituts in Rom. Bd. 80). Niemeyer, Tübingen 1995, ISBN 3-484-82080-2 (Zugleich: Paderborn, Universität, Habilitations-Schrift, 1992: Mönchtum, Herrschaft und Gesellschaft im normannisch-staufischen Süditalien, mit besonderer Berücksichtigung der Abtei Venosa.).
- Roger II. von Sizilien. Herrscher zwischen Orient und Okzident (= Gestalten des Mittelalters und der Renaissance). Wissenschaftliche Buchgesellschaft, Darmstadt 1997, ISBN 3-534-23113-9 (2., bibliografisch vollständig aktualisierte und ergänzte Auflage. ebenda 2010, ISBN 978-3-534-23113-3); (in italienischer Sprache: Ruggero II di Sicilia. Un sovrano tra Oriente e Occidente (= Centro Europeo di Studi Normanni. Collana di Fonti e Studi. Bd. 8). Laterza, Roma u. a. 1999, ISBN 88-420-5900-5); (in englischer Sprache: Roger II of Sicily. A Ruler Between East and West (= Cambridge Medieval Textbooks). Cambridge University Press, Cambridge 2002, ISBN 0-521-65208-1).
- Normanni tra Nord e Sud. Immigrazione e acculturazione nel Medioevo. Di Renzo, Rom 2003, ISBN 88-8323-061-2.
- Kaiser Friedrich II. (1194–1250). Herrscher, Mensch und Mythos (= Kohlhammer-Urban-Taschenbücher. Bd. 618). Kohlhammer, Stuttgart 2008, ISBN 978-3-17-018683-5 (Rezension).
- Die Normannen (= Beck’sche Reihe. Bd. 2755; C. H. Beck Wissen). Beck, München 2012, ISBN 978-3-406-63727-8.

Aufsatzsammlungen
- Medioevo monastico meridionale (= Nuovo Medioevo. Bd. 32). Liguori editore, Neapel 1987, ISBN 88-207-1545-7.
- Tra Roma e Palermo. Aspetti e momenti del Mezzogiorno medioevale (= Università degli Studi di Lecce. Pubblicazioni del Dipartimento di Studi Storici dal Medioevo all’Età Contemporanea. Saggi e Ricerche 7 = 8 (der Gesamtreihe)). Congedo, Galatina 1989, ISBN 88-7786-351-X.
- Mezzogiorno normanno-svevo. Monasteri e castelli, ebrei e musulmani (= Nuovo Medioevo. Bd. 52). Liguori editore, Napoli 1996, ISBN 88-207-2624-6.

Quelleneditionen
- Il „libro del capitolo“ del monastero della SS. Trinità di Venosa (Cod. Casin. 334). Una testimonianza del Mezzogiorno normanno (= Università degli Studi di Lecce. Dipartimento di Scienze Storiche e Sociali. Materiali e Documenti. Bd. 1, ZDB-ID 594688-8). Congedo, Galatina 1984.
- Venosa 1655. Un’anonima storia, descrizione e serie dei vescovi nel lascito di Ughelli. Presentazione, indice dei nomi, dei luoghi e delle cose a cura di Antonio Capano. Appia 2 Editrice, Venosa 1997.
- Deutsches Historisches Institut in Rom (Hrsg.): Dokumente zur Geschichte der Kastellbauten Kaiser Friedrichs II. und Karls I. von Anjou. Band 3: Abruzzen, Kampanien, Kalabrien und Sizilien. Auf der Grundlage des von E. Sthamer gesammelten Materials. Niemeyer, Tübingen 2006, ISBN 3-484-70042-4.
- Lettere degli ambasciatori estensi sulla guerra di Otranto (1480–81). Trascrizioni ottocentesche conservate a Napoli. 2 Bände, Congedo, Galatina 2013, ISBN 978-88-6766-020-9.